# Дмитровский муниципальный округ
Го́род областно́го значе́ния Дми́тров — административно-территориальная единица на севере Московской области. В рамках организации местного самоуправления в границах района образован Дми́тровский муниципа́льный о́круг.
Административный центр — город Дмитров.
В 2018—2024 годах Дми́тровский о́круг был в статусе городской округ, с 1 января 2025 года преобразован в муниципальный округ.

## Физико-географическая характеристика
Площадь — 2181,99 км².
Протяжённость с севера на юг — около 70 км, с запада на восток — 40 км. Граничит с городскими округами Московской области: Талдомским на севере, Сергиево-Посадским на востоке, Пушкинским на юго-востоке, Мытищи, Лобня и Химки на юге, Солнечногорск и Клин на западе, а севере также с Конаковским районом Тверской области.
К северу от Дмитрова начинается Волжско-Дубненская низменность, южнее него расположена Клинско-Дмитровская гряда, максимальная отметка в 273 метра находится на юго-западе округа у деревни Раково, минимальная в 113 метров на берегу Сестры.
Основная река округа — Яхрома, впадающая в Сестру на северо-западной границе округа и её многочисленные притоки: Волгуша, Икша, Березовец, Камариха и др., сформировавшие плодородную Яхромскую пойму.
На севере округа притоки Дубны: Якоть, Веля и другие. Все реки принадлежат одному водному бассейну.
После строительства канала имени Москвы в 1937 году территория округа была разделена им на западную и восточную. Реку Яхрома канал перерезал пополам, образовав Яхромское водохранилище между шлюзами № 3 и № 4 Яхромского района гидротехнических сооружений.
Крупнейшие озёра — ледниковые Нерское, Долгое и Круглое находятся на юге округа.
Преобладающим типом почв является дерново-подзолистый суглинистый, на севере преобладают болотные и супесчаные дерново-подзолистые, в центральной части осушенные торфяные почвы.
Климат умеренно континентальный, средняя годовая температура +3,3 °C, средняя температура января −10… −11 °C (рекордная температура −48 °C), июля — +18 °C (рекордная +36 °C). В Дмитрове размещена метеорологическая станция Росгидромета.
На территории округа не обнаружено ценных ископаемых, кроме строительных материалов, имеются источники минеральных вод.

## История
С 1929 до 2018 года в разных границах на этой территории существовал Дмитровский район. В рамках организации местного самоуправления с 2006 до 2018 года в его границах функционировал одноимённый муниципальный район.
Дмитровский городской округ был образован Законом Московской области от 3 мая 2018 года путём объединения  к 19 мая 2018 года всех упразднённых городских и сельских поселений бывшего муниципального района. Дмитровский район как административно-территориальная единица Законом Московской области от 20 июня 2018 года был упразднён и преобразован 2 июля 2018 года в город областного подчинения Дмитров с административной территорией.
Законом Московской области от 28 ноября 2024 года, городской округ наделён статусом муниципального округа с 1 января 2025 года.
Законом Московской области от 28 ноября 2024 года, городской округ к 1 января 2025 года преобразован в Дмитровский муниципальный округ.

## Население
1. Н/Д[12]
2. Н/Д[13]

Урбанизация
Городское население (города Дмитров и Яхрома, пгт Деденево, Икша, Некрасовский) составляет  Ошибка выражения: неопознанный символ пунктуации «#» % от всего населения округа (2024 год).

## Населённые пункты
В Дмитровский муниципальный округ входит 401 населённый пункт, в том числе 5 городских населённых пунктов, среди которых два города (Дмитров, Яхрома) и три посёлка городского типа (Деденево, Икша, Некрасовский), а также 396 сельских населённых пунктов.
| №   | Населённый пункт                            | Тип                     | Население | бывшее муниципальное образование     |
| --- | ------------------------------------------- | ----------------------- | --------- | ------------------------------------ |
| 1   | 3-й Участок                                 | посёлок                 | ↘0        | городское поселение Дмитров          |
| 2   | 4-й Участок                                 | посёлок                 | ↘0        | городское поселение Дмитров          |
| 3   | Абрамцево                                   | деревня                 | ↘15       | сельское поселение Синьковское       |
| 4   | Абрамцево                                   | село                    | →51       | сельское поселение Синьковское       |
| 5   | Автополигон                                 | посёлок                 | ↘1194     | сельское поселение Синьковское       |
| 6   | Агафониха                                   | деревня                 | ↗18       | сельское поселение Габовское         |
| 7   | Акишево                                     | деревня                 | ↗8        | сельское поселение Габовское         |
| 8   | Акулово                                     | деревня                 | ↘2        | сельское поселение Якотское          |
| 9   | Алабуха                                     | деревня                 | →6        | сельское поселение Синьковское       |
| 10  | Аладьино                                    | деревня                 | ↘8        | сельское поселение Синьковское       |
| 11  | Александрово                                | деревня                 | ↘231      | сельское поселение Большерогачёвское |
| 12  | Алешино                                     | деревня                 | ↘13       | сельское поселение Большерогачёвское |
| 13  | Андрейково                                  | деревня                 | ↗18       | городское поселение Яхрома           |
| 14  | Андрейково                                  | посёлок                 | ↗7        | сельское поселение Костинское        |
| 15  | Андреянцево                                 | деревня                 | ↗15       | сельское поселение Якотское          |
| 16  | Арбузово                                    | деревня                 | ↘6        | городское поселение Яхрома           |
| 17  | Арбузово                                    | посёлок                 | ↗15       | сельское поселение Синьковское       |
| 18  | Аревское                                    | деревня                 | ↘8        | сельское поселение Большерогачёвское |
| 19  | Арханово                                    | деревня                 | →4        | сельское поселение Костинское        |
| 20  | Ассаурово                                   | деревня                 | ↗75       | сельское поселение Костинское        |
| 21  | Астрецово                                   | деревня                 | ↘270      | городское поселение Яхрома           |
| 22  | Афанасово                                   | деревня                 | ↘12       | городское поселение Дмитров          |
| 23  | Ащерино                                     | деревня                 | →1        | сельское поселение Синьковское       |
| 24  | Бабаиха                                     | деревня                 | ↗72       | сельское поселение Габовское         |
| 25  | Бабкино                                     | деревня                 | ↘3        | сельское поселение Костинское        |
| 26  | Базарово                                    | деревня                 | ↗104      | городское поселение Икша             |
| 27  | Банино                                      | деревня                 | ↘5        | сельское поселение Куликовское       |
| 28  | Батюшково                                   | село                    | ↗14       | городское поселение Дмитров          |
| 29  | Безбородово                                 | деревня                 | →1        | сельское поселение Большерогачёвское |
| 30  | Беклемишево                                 | деревня                 | ↗21       | сельское поселение Костинское        |
| 31  | Белый Раст                                  | село                    | ↘141      | городское поселение Икша             |
| 32  | Бестужево                                   | деревня                 | ↗3        | сельское поселение Большерогачёвское |
| 33  | Бешенково                                   | деревня                 | ↗7        | сельское поселение Якотское          |
| 34  | Бирлово                                     | деревня                 | ↗114      | городское поселение Дмитров          |
| 35  | Благовещенское                              | деревня                 | ↘5        | городское поселение Дмитров          |
| 36  | Благовещенье                                | деревня                 | ↘1        | сельское поселение Большерогачёвское |
| 37  | Благодать                                   | деревня                 | ↗1        | сельское поселение Костинское        |
| 38  | Ближнево                                    | деревня                 | ↗48       | городское поселение Дмитров          |
| 39  | Боброво                                     | деревня                 | ↗4        | городское поселение Деденево         |
| 40  | Богданово                                   | деревня                 | ↘31       | сельское поселение Большерогачёвское |
| 41  | Большое Прокошево                           | деревня                 | ↗152      | сельское поселение Костинское        |
| 42  | Борисово                                    | село                    | ↗267      | городское поселение Дмитров          |
| 43  | Борносово                                   | деревня                 | ↗18       | городское поселение Яхрома           |
| 44  | Бородино                                    | посёлок                 | ↗40       | городское поселение Дмитров          |
| 45  | Бородино                                    | деревня                 | ↗10       | сельское поселение Синьковское       |
| 46  | Бортниково                                  | деревня                 | ↘0        | городское поселение Яхрома           |
| 47  | Борцово                                     | деревня                 | ↗20       | сельское поселение Куликовское       |
| 48  | Бунятино                                    | деревня                 | ↗793      | сельское поселение Синьковское       |
| 49  | Буславль                                    | деревня                 | →0        | сельское поселение Якотское          |
| 50  | Быково                                      | посёлок                 | ↗9        | городское поселение Дмитров          |
| 51  | Быково                                      | деревня                 | ↘5        | сельское поселение Куликовское       |
| 52  | Ваганово                                    | деревня                 | →0        | сельское поселение Костинское        |
| 53  | Ваньково                                    | деревня                 | ↗6        | сельское поселение Костинское        |
| 54  | Варварино                                   | деревня                 | ↗53       | городское поселение Деденево         |
| 55  | Василево                                    | посёлок                 | ↗47       | сельское поселение Большерогачёвское |
| 56  | Василево                                    | деревня                 | ↗22       | сельское поселение Якотское          |
| 57  | Васнево                                     | деревня                 | →27       | сельское поселение Большерогачёвское |
| 58  | Ведерницы                                   | село                    | ↘8        | сельское поселение Синьковское       |
| 59  | Векшино                                     | деревня                 | ↗7        | сельское поселение Габовское         |
| 60  | Власково                                    | деревня                 | ↗13       | сельское поселение Якотское          |
| 61  | Внуково                                     | село                    | ↗241      | городское поселение Дмитров          |
| 62  | Волдынское                                  | деревня                 | ↘84       | городское поселение Дмитров          |
| 63  | Вороново                                    | село                    | ↘12       | сельское поселение Якотское          |
| 64  | Высоково                                    | деревня                 | ↘26       | городское поселение Дмитров          |
| 65  | Гаврилково                                  | деревня                 | →0        | городское поселение Деденево         |
| 66  | Глазачево                                   | деревня                 | ↗17       | сельское поселение Куликовское       |
| 67  | Глазово                                     | деревня                 | ↗42       | сельское поселение Габовское         |
| 68  | Глебездово                                  | деревня                 | →2        | сельское поселение Костинское        |
| 69  | Глухово                                     | деревня                 | →0        | городское поселение Яхрома           |
| 70  | Глухово                                     | село                    | ↗24       | сельское поселение Синьковское       |
| 71  | Говейново                                   | деревня                 | ↘7        | сельское поселение Куликовское       |
| 72  | Голиково                                    | деревня                 | ↗3        | городское поселение Дмитров          |
| 73  | Головино                                    | деревня                 | ↘2        | сельское поселение Синьковское       |
| 74  | Голявино                                    | деревня                 | ↘4        | городское поселение Дмитров          |
| 75  | Голяди                                      | деревня                 | ↗3        | сельское поселение Синьковское       |
| 76  | Гончарово                                   | деревня                 | ↗13       | городское поселение Яхрома           |
| 77  | Гора                                        | деревня                 | ↘2        | сельское поселение Якотское          |
| 78  | Горбово                                     | деревня                 | →0        | сельское поселение Якотское          |
| 79  | Горицы                                      | деревня                 | ↘9        | сельское поселение Синьковское       |
| 80  | Горки                                       | деревня                 | ↘6        | городское поселение Деденево         |
| 81  | Горки                                       | село                    | →0        | городское поселение Дмитров          |
| 82  | Горки                                       | посёлок                 | ↗42       | сельское поселение Костинское        |
| 83  | Горки Сухаревские                           | деревня                 | ↗118      | городское поселение Некрасовский     |
| 84  | Горчаково                                   | деревня                 | →4        | сельское поселение Синьковское       |
| 85  | Горшково                                    | посёлок                 | ↘2386     | городское поселение Дмитров          |
| 86  | Григорково                                  | деревня                 | →5        | городское поселение Деденево         |
| 87  | Гришино                                     | деревня                 | ↗40       | сельское поселение Костинское        |
| 88  | Гульнево                                    | деревня                 | ↗18       | сельское поселение Габовское         |
| 89  | Давыдково                                   | деревня                 | ↗17       | сельское поселение Куликовское       |
| 90  | Данилиха                                    | деревня                 | ↘13       | городское поселение Деденево         |
| 91  | Деденево                                    | посёлок городского типа | ↗5796     | городское поселение Деденево         |
| 92  | Дедлово                                     | деревня                 | →0        | городское поселение Яхрома           |
| 93  | Демьяново                                   | деревня                 | →4        | сельское поселение Синьковское       |
| 94  | Дмитров                                     | город                   | ↘63 044   | городское поселение Дмитров          |
| 95  | Дмитровка                                   | деревня                 | ↘36       | сельское поселение Габовское         |
| 96  | Доронино                                    | деревня                 | ↗6        | городское поселение Яхрома           |
| 97  | Драчёво                                     | деревня                 | ↘41       | городское поселение Дмитров          |
| 98  | Дрочево                                     | деревня                 | ↘14       | сельское поселение Куликовское       |
| 99  | Дубровки                                    | деревня                 | ↗1119     | городское поселение Дмитров          |
| 100 | Дуброво                                     | деревня                 | ↘19       | сельское поселение Синьковское       |
| 101 | Думино                                      | деревня                 | ↗4        | сельское поселение Якотское          |
| 102 | Дутшево                                     | деревня                 | ↗14       | сельское поселение Куликовское       |
| 103 | Дьяково                                     | деревня                 | ↘10       | городское поселение Деденево         |
| 104 | Дядьково                                    | деревня                 | ↗33       | городское поселение Дмитров          |
| 105 | Дятлино                                     | деревня                 | ↗21       | сельское поселение Синьковское       |
| 106 | Елизаветино                                 | деревня                 | ↗39       | городское поселение Яхрома           |
| 107 | Ермолино                                    | деревня                 | ↘69       | городское поселение Икша             |
| 108 | Ерыково                                     | деревня                 | ↘0        | сельское поселение Костинское        |
| 109 | Жестылево                                   | село                    | ↗120      | сельское поселение Якотское          |
| 110 | Животино                                    | деревня                 | ↘57       | городское поселение Яхрома           |
| 111 | Жирково                                     | деревня                 | →1        | сельское поселение Большерогачёвское |
| 112 | Жуковка                                     | деревня                 | ↗340      | городское поселение Дмитров          |
| 113 | Жуково                                      | деревня                 | ↗19       | городское поселение Яхрома           |
| 114 | Зараменье                                   | деревня                 | ↗23       | городское поселение Икша             |
| 115 | Зверково                                    | деревня                 | ↗262      | городское поселение Дмитров          |
| 116 | Зуево                                       | деревня                 | ↘0        | сельское поселение Большерогачёвское |
| 117 | Ивановское                                  | село                    | →38       | сельское поселение Большерогачёвское |
| 118 | Ивановское                                  | деревня                 | ↗4        | сельское поселение Костинское        |
| 119 | Иванцево                                    | деревня                 | ↗5        | городское поселение Дмитров          |
| 120 | Ивашево                                     | деревня                 | ↗36       | городское поселение Дмитров          |
| 121 | Ивлево                                      | село                    | ↘2        | городское поселение Яхрома           |
| 122 | Ивлево                                      | деревня                 | ↗117      | сельское поселение Большерогачёвское |
| 123 | Игнатовка                                   | деревня                 | ↗32       | городское поселение Дмитров          |
| 124 | Игнатово                                    | село                    | ↗119      | городское поселение Дмитров          |
| 125 | Измайлово                                   | деревня                 | ↗8        | сельское поселение Якотское          |
| 126 | Икша                                        | посёлок городского типа | ↘3796     | городское поселение Икша             |
| 127 | Ильино                                      | село                    | ↗47       | сельское поселение Якотское          |
| 128 | Ильинское                                   | село                    | ↗59       | городское поселение Дмитров          |
| 129 | Исаково                                     | посёлок                 | ↗39       | сельское поселение Костинское        |
| 130 | Исаково                                     | деревня                 | ↗15       | сельское поселение Куликовское       |
| 131 | Каменка                                     | деревня                 | ↘718      | сельское поселение Габовское         |
| 132 | Капорки                                     | деревня                 | ↗14       | городское поселение Дмитров          |
| 133 | Караваево                                   | деревня                 | ↗14       | сельское поселение Куликовское       |
| 134 | Карамышево                                  | деревня                 | ↗14       | сельское поселение Куликовское       |
| 135 | Карпово                                     | деревня                 | ↗31       | сельское поселение Синьковское       |
| 136 | Карцево                                     | деревня                 | ↗6        | сельское поселение Якотское          |
| 137 | Кекишево                                    | деревня                 | ↗12       | сельское поселение Костинское        |
| 138 | Кикино                                      | деревня                 | ↗17       | сельское поселение Якотское          |
| 139 | Киндяково                                   | деревня                 | ↘2        | сельское поселение Синьковское       |
| 140 | Клусово                                     | деревня                 | ↗28       | сельское поселение Синьковское       |
| 141 | Клюшниково                                  | деревня                 | ↗77       | сельское поселение Куликовское       |
| 142 | Княжево                                     | деревня                 | ↗1436     | городское поселение Дмитров          |
| 143 | Коверьянки                                  | деревня                 | ↗12       | сельское поселение Костинское        |
| 144 | Ковригино                                   | деревня                 | ↗245      | сельское поселение Якотское          |
| 145 | Колотилово                                  | деревня                 | ↗5        | сельское поселение Якотское          |
| 146 | Комаровка                                   | деревня                 | ↗15       | сельское поселение Габовское         |
| 147 | Кончинино                                   | деревня                 | ↗72       | городское поселение Дмитров          |
| 148 | Копылово                                    | деревня                 | →2        | сельское поселение Большерогачёвское |
| 149 | Копытово                                    | деревня                 | ↘0        | сельское поселение Большерогачёвское |
| 150 | Коргашино                                   | деревня                 | ↗14       | сельское поселение Синьковское       |
| 151 | Космынка                                    | деревня                 | ↗8        | сельское поселение Синьковское       |
| 152 | Костино                                     | деревня                 | →0        | городское поселение Яхрома           |
| 153 | Костино                                     | посёлок станции         | ↘17       | сельское поселение Костинское        |
| 154 | Костино                                     | село                    | ↘654      | сельское поселение Костинское        |
| 155 | Костино                                     | посёлок                 | ↘10       | сельское поселение Синьковское       |
| 156 | Костюнино                                   | деревня                 | →1        | сельское поселение Синьковское       |
| 157 | Кочергино                                   | деревня                 | ↗46       | сельское поселение Большерогачёвское |
| 158 | Кромино                                     | деревня                 | ↗40       | городское поселение Дмитров          |
| 159 | Круглино                                    | деревня                 | ↗10       | городское поселение Яхрома           |
| 160 | Кузнецово                                   | посёлок                 | ↗48       | городское поселение Дмитров          |
| 161 | Кузнецово                                   | деревня                 | ↗23       | сельское поселение Якотское          |
| 162 | Кузяево                                     | посёлок                 | ↗45       | городское поселение Дмитров          |
| 163 | Кузяево                                     | деревня                 | ↘29       | городское поселение Икша             |
| 164 | Куликово                                    | село                    | ↗1448     | сельское поселение Куликовское       |
| 165 | Кульпино                                    | деревня                 | ↗80       | сельское поселение Синьковское       |
| 166 | Куминово                                    | посёлок                 | ↗10       | сельское поселение Куликовское       |
| 167 | Куминово                                    | деревня                 | ↘0        | сельское поселение Куликовское       |
| 168 | Кунисниково                                 | деревня                 | ↗40       | городское поселение Дмитров          |
| 169 | Курово                                      | деревня                 | ↘173      | городское поселение Дмитров          |
| 170 | Курьково                                    | деревня                 | ↗18       | сельское поселение Синьковское       |
| 171 | Лавровки                                    | деревня                 | ↘4        | сельское поселение Костинское        |
| 172 | Лавровки                                    | посёлок                 | ↘103      | сельское поселение Костинское        |
| 173 | Левково                                     | деревня                 | ↗84       | сельское поселение Габовское         |
| 174 | Лесной                                      | посёлок                 | ↗24       | сельское поселение Куликовское       |
| 175 | Липино                                      | деревня                 | ↘69       | сельское поселение Куликовское       |
| 176 | Лифаново                                    | деревня                 | ↗12       | сельское поселение Якотское          |
| 177 | Лишенино                                    | деревня                 | →0        | сельское поселение Синьковское       |
| 178 | Лотосово                                    | деревня                 | ↗18       | сельское поселение Костинское        |
| 179 | Луговой                                     | посёлок                 | ↗896      | сельское поселение Куликовское       |
| 180 | Лукьяново                                   | деревня                 | ↘0        | сельское поселение Синьковское       |
| 181 | Лупаново                                    | деревня                 | ↗96       | городское поселение Икша             |
| 182 | Лутьково                                    | деревня                 | ↗32       | сельское поселение Большерогачёвское |
| 183 | Лучинское                                   | деревня                 | ↘132      | сельское поселение Синьковское       |
| 184 | Малая Чёрная                                | деревня                 | ↗186      | городское поселение Икша             |
| 185 | Малое Насоново                              | деревня                 | ↗8        | сельское поселение Синьковское       |
| 186 | Малое Рогачево                              | деревня                 | ↘67       | сельское поселение Большерогачёвское |
| 187 | Малое Телешово                              | деревня                 | →0        | сельское поселение Синьковское       |
| 188 | Малыгино                                    | деревня                 | ↘0        | сельское поселение Синьковское       |
| 189 | Малые Дубровки                              | деревня                 | ↘12       | городское поселение Дмитров          |
| 190 | Маншино                                     | деревня                 | ↘7        | сельское поселение Куликовское       |
| 191 | Маринино                                    | деревня                 | ↘31       | городское поселение Дмитров          |
| 192 | Мартыново                                   | деревня                 | ↗3        | сельское поселение Якотское          |
| 193 | Матвеево                                    | деревня                 | ↘17       | городское поселение Дмитров          |
| 194 | Матвейково                                  | деревня                 | ↘9        | сельское поселение Синьковское       |
| 195 | Медведева Пустынь                           | село                    | ↗30       | сельское поселение Большерогачёвское |
| 196 | Медведково                                  | деревня                 | ↗15       | сельское поселение Габовское         |
| 197 | Меленки                                     | деревня                 | ↘6        | сельское поселение Куликовское       |
| 198 | Мелихово                                    | деревня                 | ↗28       | сельское поселение Костинское        |
| 199 | Мельчевка                                   | посёлок                 | ↗525      | сельское поселение Куликовское       |
| 200 | Микишкино                                   | деревня                 | ↗22       | городское поселение Дмитров          |
| 201 | Микляево                                    | деревня                 | ↗21       | сельское поселение Синьковское       |
| 202 | Минеево                                     | деревня                 | ↗24       | городское поселение Дмитров          |
| 203 | Мисиново                                    | деревня                 | ↗9        | сельское поселение Синьковское       |
| 204 | Митькино                                    | деревня                 | ↗516      | городское поселение Дмитров          |
| 205 | Михайловское                                | деревня                 | ↘0        | сельское поселение Якотское          |
| 206 | Михалево                                    | деревня                 | ↗16       | сельское поселение Большерогачёвское |
| 207 | Михеево-Сухарево                            | деревня                 | ↗19       | сельское поселение Якотское          |
| 208 | Мишуково                                    | деревня                 | ↗8        | сельское поселение Куликовское       |
| 209 | Морозово                                    | деревня                 | ↘6        | сельское поселение Костинское        |
| 210 | Мотовилово                                  | деревня                 | →0        | сельское поселение Синьковское       |
| 211 | Муравьёво                                   | деревня                 | ↗69       | городское поселение Дмитров          |
| 212 | Муханки                                     | посёлок                 | ↗9        | городское поселение Дмитров          |
| 213 | Муханки                                     | деревня                 | ↗6        | городское поселение Яхрома           |
| 214 | Мышенки                                     | деревня                 | ↗11       | городское поселение Яхрома           |
| 215 | Надеждино                                   | деревня                 | →14       | городское поселение Дмитров          |
| 216 | Надмошье                                    | деревня                 | ↘33       | сельское поселение Куликовское       |
| 217 | Назарово                                    | хутор                   | ↘0        | сельское поселение Большерогачёвское |
| 218 | Назарово                                    | деревня                 | →4        | сельское поселение Куликовское       |
| 219 | Насадкино                                   | деревня                 | ↗803      | сельское поселение Куликовское       |
| 220 | Насоново                                    | деревня                 | ↗13       | сельское поселение Синьковское       |
| 221 | Настасьино                                  | деревня                 | ↘110      | городское поселение Дмитров          |
| 222 | Некрасовский                                | посёлок городского типа | ↘11 262   | городское поселение Некрасовский     |
| 223 | Непейно                                     | деревня                 | ↗86       | городское поселение Дмитров          |
| 224 | Нерощино                                    | деревня                 | ↘2        | сельское поселение Костинское        |
| 225 | Нестерово                                   | деревня                 | ↘3        | сельское поселение Синьковское       |
| 226 | Нестерцево                                  | деревня                 | ↘0        | сельское поселение Синьковское       |
| 227 | Нефедиха                                    | деревня                 | →0        | сельское поселение Габовское         |
| 228 | Нечаево                                     | деревня                 | ↗7        | сельское поселение Большерогачёвское |
| 229 | Нижнево                                     | деревня                 | →7        | сельское поселение Большерогачёвское |
| 230 | Никитино                                    | деревня                 | ↘10       | сельское поселение Якотское          |
| 231 | Никольское                                  | деревня                 | ↗15       | городское поселение Дмитров          |
| 232 | Никольское                                  | посёлок                 | ↘79       | городское поселение Икша             |
| 233 | Никулино                                    | деревня                 | ↗17       | сельское поселение Костинское        |
| 234 | Никульское                                  | деревня                 | ↘4        | городское поселение Дмитров          |
| 235 | Новинки                                     | деревня                 | ↘9        | сельское поселение Костинское        |
| 236 | Новлянки                                    | деревня                 | ↗16       | городское поселение Дмитров          |
| 237 | Новое Гришино                               | посёлок                 | ↘1123     | сельское поселение Костинское        |
| 238 | Новое Село                                  | деревня                 | ↗20       | сельское поселение Куликовское       |
| 239 | Новое Сельцо                                | деревня                 | ↘11       | сельское поселение Якотское          |
| 240 | Новокарцево                                 | деревня                 | ↗9        | городское поселение Яхрома           |
| 241 | Новонекрасовский                            | посёлок                 | ↘29       | городское поселение Некрасовский     |
| 242 | Новосёлки                                   | деревня                 | ↗19       | сельское поселение Синьковское       |
| 243 | Новосиньково                                | посёлок                 | ↘7844     | сельское поселение Синьковское       |
| 244 | Носково                                     | деревня                 | ↗51       | сельское поселение Якотское          |
| 245 | Овсянниково                                 | посёлок                 | ↘17       | сельское поселение Габовское         |
| 246 | Овсянниково                                 | деревня                 | ↗5        | сельское поселение Якотское          |
| 247 | Овчино                                      | деревня                 | ↗7        | городское поселение Яхрома           |
| 248 | Озерецкое                                   | село                    | ↗3067     | сельское поселение Габовское         |
| 249 | Ольгово                                     | село                    | ↘268      | городское поселение Яхрома           |
| 250 | Ольсово                                     | деревня                 | ↗18       | сельское поселение Большерогачёвское |
| 251 | Ольявидово                                  | деревня                 | ↘1026     | сельское поселение Якотское          |
| 252 | Орево                                       | посёлок                 | ↘962      | городское поселение Дмитров          |
| 253 | Орево                                       | деревня                 | ↗50       | сельское поселение Куликовское       |
| 254 | Орудьево                                    | село                    | ↗1402     | городское поселение Дмитров          |
| 255 | Очево                                       | деревня                 | ↘18       | городское поселение Дмитров          |
| 256 | Пантелеево                                  | деревня                 | ↗21       | сельское поселение Куликовское       |
| 257 | Паньково                                    | деревня                 | ↗9        | сельское поселение Куликовское       |
| 258 | Парамоново                                  | деревня                 | ↘116      | городское поселение Дмитров          |
| 259 | Пересветово                                 | село                    | ↗91       | городское поселение Дмитров          |
| 260 | Пески                                       | деревня                 | ↗5        | сельское поселение Габовское         |
| 261 | Петраково                                   | деревня                 | ↗42       | сельское поселение Куликовское       |
| 262 | Пешково                                     | деревня                 | ↘3        | сельское поселение Синьковское       |
| 263 | Плетенево                                   | деревня                 | ↘7        | сельское поселение Якотское          |
| 264 | Подвязново                                  | деревня                 | ↘52       | сельское поселение Синьковское       |
| 265 | Подгорное                                   | деревня                 | ↘4        | сельское поселение Габовское         |
| 266 | Поддубки                                    | деревня                 | ↗93       | городское поселение Дмитров          |
| 267 | Подмошье                                    | деревня                 | ↘194      | городское поселение Дмитров          |
| 268 | Подосинки                                   | деревня                 | ↗393      | городское поселение Дмитров          |
| 269 | Подосинки                                   | посёлок                 | ↗1564     | городское поселение Дмитров          |
| 270 | Подсосенье                                  | деревня                 | →0        | сельское поселение Синьковское       |
| 271 | Подчерково                                  | село                    | ↗173      | городское поселение Дмитров          |
| 272 | Подъячево                                   | село                    | ↘856      | городское поселение Яхрома           |
| 273 | Поздняково                                  | деревня                 | ↗19       | сельское поселение Большерогачёвское |
| 274 | Покровское                                  | село                    | ↘233      | сельское поселение Большерогачёвское |
| 275 | Попадьино                                   | деревня                 | ↘32       | городское поселение Яхрома           |
| 276 | Поповка                                     | деревня                 | ↘1        | городское поселение Яхрома           |
| 277 | Поповка                                     | посёлок                 | ↗133      | сельское поселение Габовское         |
| 278 | Поповское                                   | деревня                 | ↘10       | сельское поселение Большерогачёвское |
| 279 | Поповское                                   | посёлок                 | ↗7        | сельское поселение Синьковское       |
| 280 | п. дома отдыха «Горки»                      | посёлок                 | ↘3729     | сельское поселение Габовское         |
| 281 | п. опытного хозяйства «Ермолино»            | посёлок                 | ↘1334     | городское поселение Икша             |
| 282 | п. опытного хозяйства ЦТБОС                 | посёлок                 | ↘46       | городское поселение Дмитров          |
| 283 | п. Орудьевского торфобрикетного предприятия | посёлок                 | ↘326      | городское поселение Дмитров          |
| 284 | п. совхоза «Будённовец»                     | посёлок                 | ↗1268     | сельское поселение Якотское          |
| 285 | п. совхоза «Останкино»                      | посёлок                 | ↗2043     | сельское поселение Габовское         |
| 286 | п. фабрики Первое Мая                       | посёлок                 | ↗23       | городское поселение Дмитров          |
| 287 | Постниково                                  | деревня                 | →0        | сельское поселение Якотское          |
| 288 | Походкино                                   | деревня                 | ↘8        | сельское поселение Габовское         |
| 289 | Притыкино                                   | деревня                 | ↘7        | сельское поселение Костинское        |
| 290 | Прудцы                                      | деревня                 | ↗45       | городское поселение Дмитров          |
| 291 | Пруды                                       | деревня                 | ↘4        | сельское поселение Большерогачёвское |
| 292 | Пулиха                                      | деревня                 | ↘0        | сельское поселение Синьковское       |
| 293 | Пуриха                                      | деревня                 | ↗4        | городское поселение Дмитров          |
| 294 | Пыхино                                      | деревня                 | ↗10       | сельское поселение Якотское          |
| 295 | Раменский                                   | посёлок                 | ↘270      | сельское поселение Куликовское       |
| 296 | Раменье                                     | деревня                 | ↗168      | сельское поселение Куликовское       |
| 297 | Ревякино                                    | деревня                 | ↗20       | городское поселение Дмитров          |
| 298 | Редькино                                    | посёлок                 | →0        | городское поселение Дмитров          |
| 299 | Редькино                                    | деревня                 | ↗15       | сельское поселение Габовское         |
| 300 | Рогачёво                                    | село                    | ↘3379     | сельское поселение Большерогачёвское |
| 301 | Рождествено                                 | деревня                 | ↗34       | сельское поселение Габовское         |
| 302 | Рыбаки                                      | деревня                 | ↘443      | сельское поселение Габовское         |
| 303 | Рыбное                                      | посёлок                 | ↘1765     | сельское поселение Якотское          |
| 304 | Саввино                                     | деревня                 | ↘17       | сельское поселение Якотское          |
| 305 | Савелово                                    | деревня                 | ↗75       | городское поселение Дмитров          |
| 306 | Савельево                                   | деревня                 | ↗145      | сельское поселение Синьковское       |
| 307 | Садниково                                   | деревня                 | ↗7        | сельское поселение Синьковское       |
| 308 | Садовая                                     | деревня                 | ↗2        | сельское поселение Большерогачёвское |
| 309 | Сазонки                                     | деревня                 | ↗61       | сельское поселение Костинское        |
| 310 | Сальково                                    | деревня                 | ↘1        | сельское поселение Синьковское       |
| 311 | Саморядово                                  | деревня                 | ↘19       | городское поселение Некрасовский     |
| 312 | Сафоново                                    | деревня                 | ↘4        | городское поселение Яхрома           |
| 313 | Сбоево                                      | деревня                 | ↗24       | сельское поселение Костинское        |
| 314 | Свистуха                                    | посёлок                 | ↗18       | городское поселение Дмитров          |
| 315 | Свистуха                                    | деревня                 | ↗47       | сельское поселение Габовское         |
| 316 | Святогорово                                 | деревня                 | ↗1        | сельское поселение Якотское          |
| 317 | Селевкино                                   | деревня                 | ↗49       | сельское поселение Костинское        |
| 318 | Селиваново                                  | деревня                 | ↗4        | сельское поселение Синьковское       |
| 319 | Селявино                                    | деревня                 | ↘3        | городское поселение Яхрома           |
| 320 | Семенково                                   | деревня                 | ↗1        | городское поселение Яхрома           |
| 321 | Семёновское                                 | село                    | ↘923      | сельское поселение Синьковское       |
| 322 | Сергейково                                  | деревня                 | ↘0        | сельское поселение Костинское        |
| 323 | Синьково                                    | село                    | ↗261      | сельское поселение Синьковское       |
| 324 | Сихнево                                     | деревня                 | ↘9        | сельское поселение Якотское          |
| 325 | Скриплево                                   | деревня                 | ↗14       | сельское поселение Якотское          |
| 326 | Слободищево                                 | деревня                 | ↗61       | сельское поселение Якотское          |
| 327 | Соколовский Починок                         | деревня                 | ↗6        | сельское поселение Большерогачёвское |
| 328 | Сокольники                                  | деревня                 | ↗24       | сельское поселение Габовское         |
| 329 | Софрыгино                                   | деревня                 | →4        | сельское поселение Большерогачёвское |
| 330 | Спас-Каменка                                | деревня                 | ↘9        | городское поселение Икша             |
| 331 | Спиридово                                   | деревня                 | ↗16       | городское поселение Дмитров          |
| 332 | Старо                                       | деревня                 | ↗28       | сельское поселение Габовское         |
| 333 | Старово                                     | деревня                 | ↗26       | сельское поселение Якотское          |
| 334 | Степаново                                   | деревня                 | ↗64       | городское поселение Яхрома           |
| 335 | Стреково                                    | деревня                 | ↘4        | городское поселение Дмитров          |
| 336 | Ступино                                     | деревня                 | ↘9        | сельское поселение Куликовское       |
| 337 | СУ-847                                      | посёлок                 | ↗47       | сельское поселение Синьковское       |
| 338 | Сурмино                                     | деревня                 | ↘13       | сельское поселение Костинское        |
| 339 | Сысоево                                     | деревня                 | ↘53       | городское поселение Дмитров          |
| 340 | Сычевки                                     | деревня                 | →0        | сельское поселение Костинское        |
| 341 | Татищево                                    | деревня                 | ↗410      | городское поселение Дмитров          |
| 342 | Татищево                                    | посёлок                 | ↗234      | сельское поселение Куликовское       |
| 343 | Телешово                                    | деревня                 | ↗71       | сельское поселение Синьковское       |
| 344 | Тендиково                                   | деревня                 | ↗92       | городское поселение Дмитров          |
| 345 | Терехово                                    | деревня                 | ↗9        | сельское поселение Большерогачёвское |
| 346 | Теряево                                     | деревня                 | ↘10       | городское поселение Дмитров          |
| 347 | Тефаново                                    | деревня                 | ↘1        | городское поселение Икша             |
| 348 | Тимоново                                    | село                    | ↘8        | сельское поселение Якотское          |
| 349 | Тимофеево                                   | деревня                 | ↗20       | сельское поселение Куликовское       |
| 350 | Тимошкино                                   | деревня                 | ↗20       | сельское поселение Якотское          |
| 351 | Титово                                      | деревня                 | ↘0        | городское поселение Яхрома           |
| 352 | Тишино                                      | деревня                 | ↗8        | сельское поселение Куликовское       |
| 353 | Торговцево                                  | деревня                 | ↗21       | сельское поселение Якотское          |
| 354 | Трехденево                                  | деревня                 | ↘28       | сельское поселение Большерогачёвское |
| 355 | Трёхсвятское                                | село                    | ↗39       | сельское поселение Большерогачёвское |
| 356 | Трощейково                                  | деревня                 | ↘14       | сельское поселение Костинское        |
| 357 | Труневки                                    | деревня                 | ↘11       | сельское поселение Костинское        |
| 358 | Турбичево                                   | село                    | ↗99       | сельское поселение Синьковское       |
| 359 | Тютьково                                    | деревня                 | ↗1        | сельское поселение Синьковское       |
| 360 | Удино                                       | деревня                 | ↗38       | сельское поселение Габовское         |
| 361 | Ульянки                                     | деревня                 | ↗9        | городское поселение Дмитров          |
| 362 | Усть-Пристань                               | деревня                 | ↘9        | сельское поселение Большерогачёвское |
| 363 | Участок № 7                                 | посёлок                 | ↘13       | городское поселение Дмитров          |
| 364 | Фёдоровка                                   | посёлок                 | ↘25       | городское поселение Яхрома           |
| 365 | Фёдоровка                                   | деревня                 | ↘9        | сельское поселение Куликовское       |
| 366 | Федоровское                                 | деревня                 | ↘21       | сельское поселение Костинское        |
| 367 | Федотово                                    | деревня                 | ↗30       | сельское поселение Габовское         |
| 368 | Филимоново                                  | посёлок                 | ↗20       | городское поселение Яхрома           |
| 369 | Филимоново                                  | деревня                 | →0        | сельское поселение Костинское        |
| 370 | Фофаново                                    | деревня                 | ↘2        | городское поселение Яхрома           |
| 371 | Фофаново                                    | посёлок                 | →17       | сельское поселение Куликовское       |
| 372 | Харламово                                   | деревня                 | ↘3        | городское поселение Яхрома           |
| 373 | Хвостово                                    | деревня                 | ↗31       | сельское поселение Синьковское       |
| 374 | Хлыбы                                       | деревня                 | ↗9        | сельское поселение Костинское        |
| 375 | Хорошилово                                  | деревня                 | ↘1        | городское поселение Икша             |
| 376 | Хорьяково                                   | деревня                 | ↘3        | сельское поселение Костинское        |
| 377 | Храброво                                    | село                    | ↘84       | городское поселение Яхрома           |
| 378 | Целеево                                     | деревня                 | ↘439      | городское поселение Дмитров          |
| 379 | Чайниково                                   | деревня                 | ↗6        | сельское поселение Большерогачёвское |
| 380 | Чеприно                                     | деревня                 | ↘2        | городское поселение Яхрома           |
| 381 | Чернеево                                    | село                    | ↗15       | сельское поселение Большерогачёвское |
| 382 | Черны                                       | деревня                 | →0        | сельское поселение Синьковское       |
| 383 | Шабаново                                    | деревня                 | ↗16       | сельское поселение Якотское          |
| 384 | Шадрино                                     | деревня                 | ↗5        | сельское поселение Костинское        |
| 385 | Шелепино                                    | деревня                 | ↗30       | городское поселение Дмитров          |
| 386 | Шихово                                      | деревня                 | ↗28       | сельское поселение Габовское         |
| 387 | Шуколово                                    | деревня                 | ↘20       | городское поселение Деденево         |
| 388 | Шулепниково                                 | деревня                 | ↗6        | сельское поселение Синьковское       |
| 389 | Шульгино                                    | деревня                 | ↗14       | сельское поселение Синьковское       |
| 390 | Шустино                                     | деревня                 | ↗10       | городское поселение Дмитров          |
| 391 | Щепино                                      | деревня                 | ↗26       | сельское поселение Костинское        |
| 392 | Щетнево                                     | деревня                 | ↘0        | сельское поселение Костинское        |
| 393 | Эскино                                      | деревня                 | ↘0        | сельское поселение Синьковское       |
| 394 | Юркино                                      | деревня                 | →0        | сельское поселение Синьковское       |
| 395 | Юрьево                                      | деревня                 | ↗47       | сельское поселение Синьковское       |
| 396 | Языково                                     | деревня                 | ↗11       | городское поселение Яхрома           |
| 397 | Яковлево                                    | деревня                 | ↘16       | городское поселение Яхрома           |
| 398 | Якоть                                       | село                    | ↗248      | сельское поселение Якотское          |
| 399 | Ярово                                       | деревня                 | ↗27       | городское поселение Дмитров          |
| 400 | Ярцево                                      | деревня                 | ↘15       | городское поселение Яхрома           |
| 401 | Яхрома                                      | город                   | ↘13 618   | городское поселение Яхрома           |

## Общая карта
Населённые пункты с численностью населения:
|  | город Дмитров — более 60 000 жителей |
|  | 10 000 — 20 000 жителей              |
|  | 5000 — 10 000 жителей                |
|  | 2000—5000 жителей                    |
|  | 1000—2000 жителей                    |
|  | 500—1000 жителей                     |
|  | 300—500 жителей                      |

## Экономика

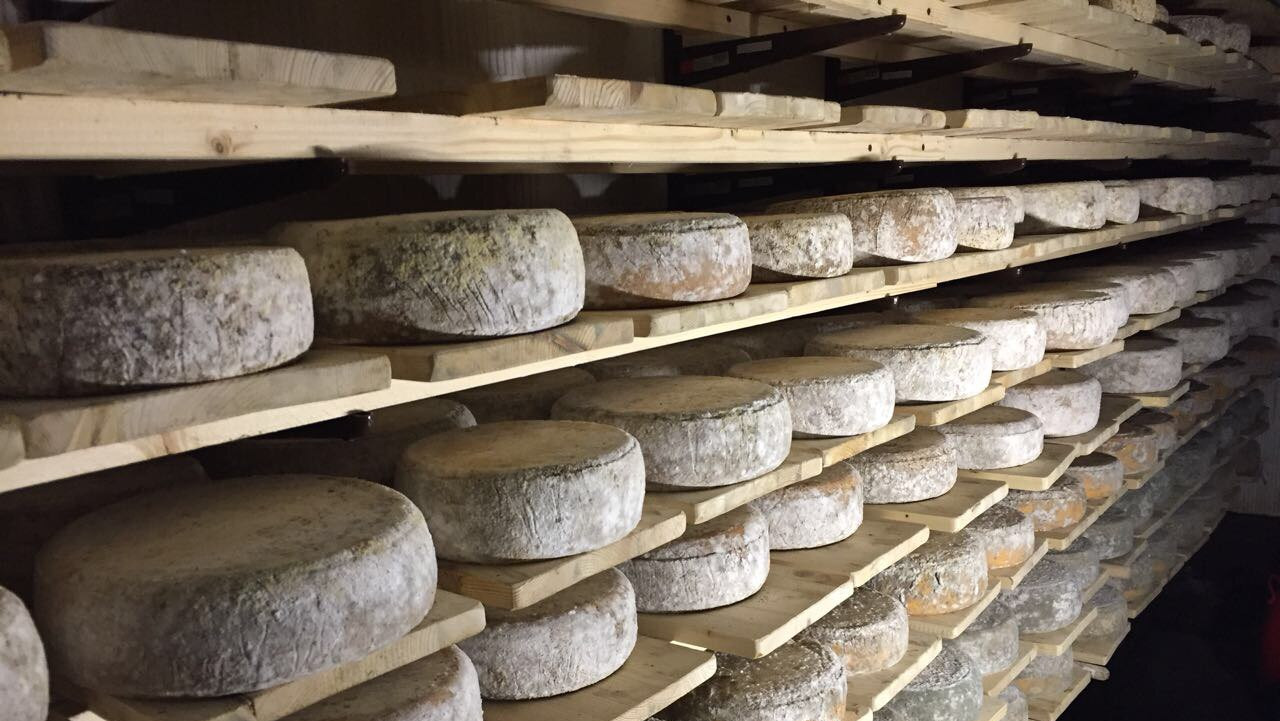
Продукция «Сырного кластера» в Дмитровском округе

Промышленность даёт 60 % валового регионального продукта. Наиболее развитыми отраслями являются лёгкая и текстильная промышленность, машиностроение и строительная индустрия. В округе производится более 480 различных видов продукции: станки, электродвигатели, экскаваторы, строительные материалы, текстильные и трикотажные изделия, тара и упаковка, пищевые продукты, полиграфическая продукция.
Основу сельского хозяйства округа составляет растениеводство. Площадь сельскохозяйственных угодий составляет 57,9 тыс. га, из которых 40 тыс. га — пашня.
Основной территорией для овощеводства является Яхромская пойма, богатая различными минеральными веществами. Интенсивная мелиорация, освоение заболоченных торфяников поймы началось в послевоенное время.
Развиты также животноводство и рыбоводство.
На территории округа расположен Научно-исследовательский центр по испытаниям и доводке автомототехники ФГУП «НАМИ» (НИЦИАМТ ФГУП «НАМИ») (Автополигон НАМИ).
Реализуется программа газификации сёл и деревень округа.

## Транспорт
Округ пересекает железная дорога Савёловского направления МЖД, имеющая три товарно-пассажирские (Дмитров, Каналстрой, Икша) и две пассажирские (Катуар, Яхрома) станции. Кроме того, через округ проходят две ветки Большого кольца МЖД (станции Костино, Драчёво, Иванцево, Белый Раст, Бухарово).
Наиболее важными автомобильными дорогами являются два московских кольца А108 («БМК») и А107 («ММК»), а также А104 Москва — Дубна и Р113 Москва — Рогачёво.
Канал имени Москвы обеспечивает выход к пяти морям, имеются две грузовые пристани в Яхроме и Дмитрове.
Протяжённость автомобильных дорог — свыше 1000 км, железных — 103 км. Округ имеет удачное транспортное расположение — по незагруженной дороге А104 легко доступны Москва и аэропорт Шереметьево, по автомобильным кольцам имеется выход на все радиальные автотрассы, есть удобный выход на железнодорожную сеть и, кроме того, имеется выход на речную транспортную сеть.

## Достопримечательности

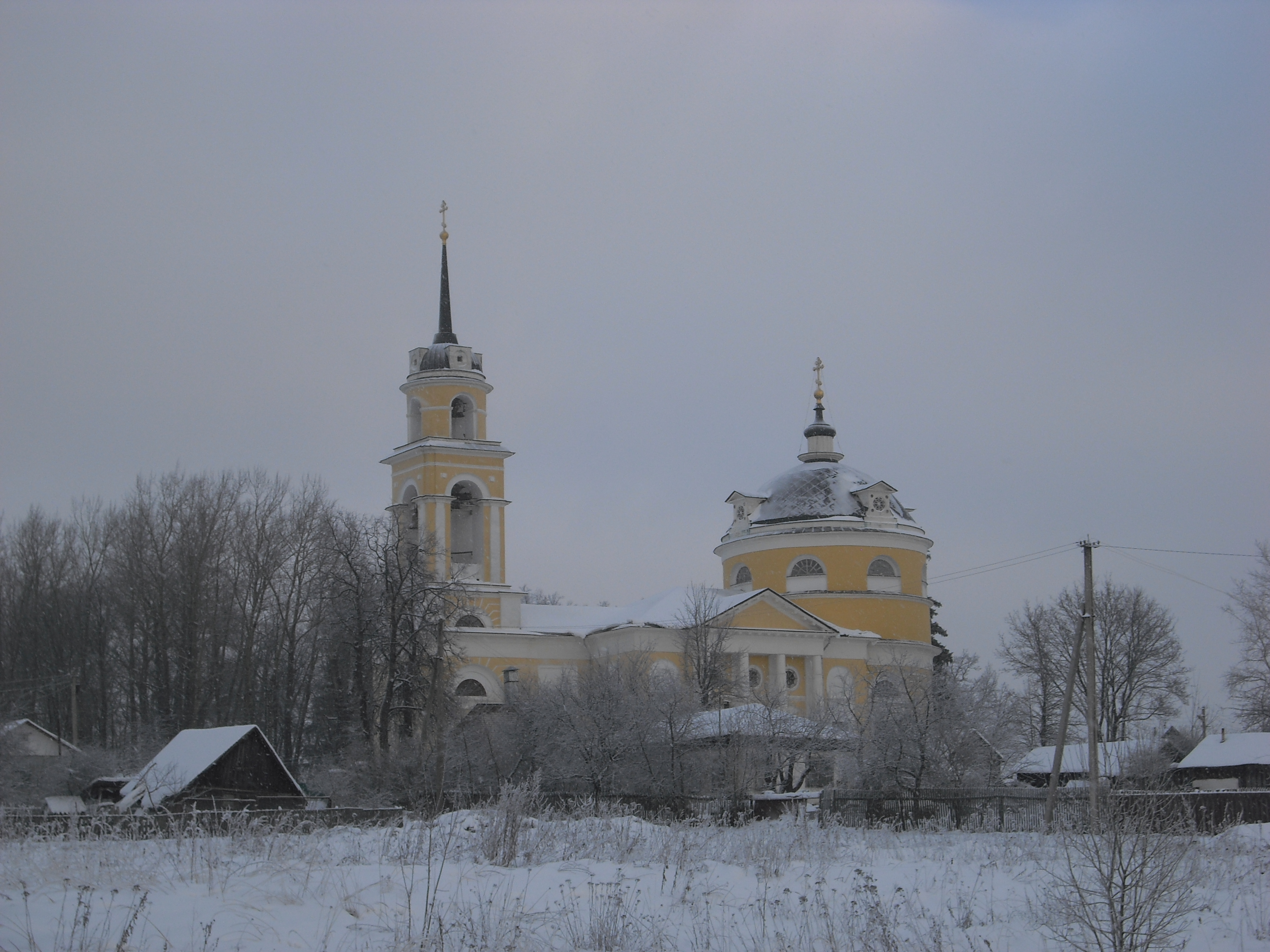
Покровская церковь в селе Андреевское

Дмитров — старинный русский город с более чем 850-летней историей и уникальным колоритом (о достопримечательностях города см. статью Дмитров). Всего на территории округа более 200 объектов историко-культурного наследия. Среди них, помимо расположенных в Дмитрове, Николо-Пешношский монастырь и Медведева пустынь (д. Пустынь), усадьбы Ольгово, Никольское-Обольяниново, Горки, Даниловское, Удино, Храброво.
Дом Васнецова, перевезённый в 1952 в деревню Шадрино из бывшей усадьбы художника в Ваньково (куплена им в 1901). До перевозки он был обшит тёсом. В доме Васнецов написал ряд произведений, в том числе «Битва Ивана-царевича с серым волком» и «Битва русских с половцами», принимал М. В. Нестерова, В. А. Серова, И. Е. Репина, В. Д. Поленова, А. М. Васнецова и др. Несмотря на то, что дом В. М. Васнецова числился в реестре памятников архитектуры федерального значения, в связи с продажей земельного участка под коттеджную застройку дом был уничтожен. Теперь на месте памятника — частные владения.
В округе — большое количество старинных церквей. К древнейшим (помимо Успенского собора в Дмитрове и храмов монастырских комплексов) относятся Никольская (1666) в Батюшково (4 км к юго-востоку от Деденево), Успенская (1701) в Шуколово (2 км к западу от Деденево), Никольская (1704—1708) в Озерецком (в 7 км западнее Некрасовского) и Покровская (1720-е) в Ново-Карцево (4 км к северу от Ольгово). Интересны старинные торговые сёла Рогачёво и Внуково с жилыми домами конца XIX — начала XX веков и монументальными храмами конца XIX века — Никольской и Троицкой церквями.
Развита спортивная инфраструктура: парк «Экстрим» (мотокросс), Ледовый Дворец (в Дмитрове, 1500 мест), стадионы. Клинско-Дмитровская гряда создаёт возможность для занятий горнолыжным спортом. Работают курорты «Волен» (13 трасс с перепадом высот 70 м), «Сорочаны» (перепад высот 90 м), клуб Л. Тягачёва, «Яхрома» и др. В Яхроме ежегодно проводится лыжня России с участием нескольких десятков тысяч человек. В Дмитрове — соревнования тепловых аэростатов.

## Уроженцы Полные кавалеры ордена Славы
- Елохин Иван Петрович (1923—1965) — участник Великой Отечественной войны, полный кавалер ордена Славы. Родился в деревне Ивлево.
- Репин Иван Иванович (1909—1953) — полный кавалер Ордена Славы, участник Великой Отечественной войны, командир пулемётного расчёта 117-го гвардейского стрелкового полка 39-й гвардейской стрелковой дивизии, гвардии старшина. Родился в селе Рогачёво.
- Сучков Василий Игнатьевич (1924—1996) — участник Великой Отечественной войны, полный кавалер ордена Славы. Родился в деревне Паньково.

## Культура
- Централизованная библиотечная система Дмитровского района
- Храм Михаила Архангела (Белый Раст)